# Urycz
Urycz (ukr. Урич) – wieś w rejonie stryjskim (do 2020 roku w rejonie skolskim) obwodu lwowskiego Ukrainy. Wieś liczy 305 mieszkańców i podlega podhorodeckiej silskiej radzie.

## Położenie
Wieś leży w górnej części doliny niewielkiego potoku zwanego Uryczanka, wpadającego niżej, na terenie Podhorodec, do Stryja jako jego lewobrzeżny dopływ. Otaczają ją sięgające wysokości 800–880 m n.p.m. góry, należące do pasma Beskidów Skolskich. Część z nich, na północ od wsi, obejmuje Park Narodowy Beskidy Skolskie.

## Historia
Wieś została założona w 1369. W II Rzeczypospolitej do 1934 samodzielna gmina jednostkowa, następnie należała do zbiorowej wiejskiej gminy Podhorodce. Początkowo w powiecie skolskim, a od 1932 w powiecie stryjskim w woj. stanisławowskiem. Po wojnie wieś została odłączona od Polski i włączona do Ukraińskiej SRR.
22 września 1939 podczas kampanii wrześniowej oddział Wehrmachtu dokonał zbrodni wojennej na wziętych do niewoli od 73 do 100 żołnierzach 4. pułku Strzelców Podhalańskich. Niemcy zamknęli wrota, oblali stodołę benzyną lub naftą, po czym podpalili za pomocą granatów ręcznych. Niemal wszyscy jeńcy spłonęli żywcem; uciekających z płonącej stodoły ostrzelano z karabinów maszynowych. Według IPN niemieccy żołnierze, którzy dokonali zbrodni, byli wspomagani przez bliżej niezidentyfikowanych ukraińskich nacjonalistów.
W latach 1939–1945 członkowie OUN-UPA zamordowali tutaj w różnych okolicznościach 93 Polaków.
W centrum wsi znajduje się drewniana cerkiew Św. Mikołaja z 1911 r.

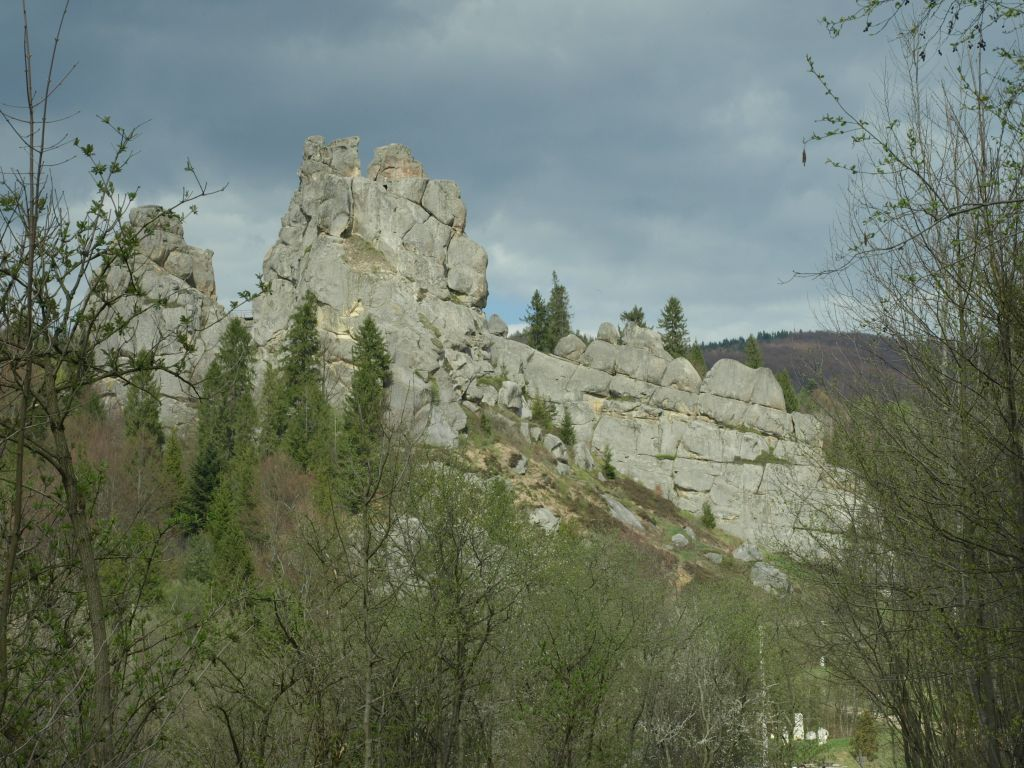
Miejsce, gdzie stał zamek Tustań

W pobliżu wsi, około 1 km powyżej cerkwi znajduje się rezerwat (Dierżawnyj istoryko-kulturnyj zapowidnik "Tustań") z interesującymi formacjami skalnymi i ruinami zamku Tustań. Uryckie skały opisał Zygmunt Kaczkowski w swojej powieści Olbrachtowi rycerze.
Poniżej cerkwi znajduje się izba pamięci z eksponatami z wykopalisk archeologicznych i opisem historii zamku Tustań.